# Kalāteh-ye Mollā Veys
Kalāteh-ye Mollā Veys (persiska: Kalāteh-ye Mollāvīsh, کلاته ملا ویس, ملا ویس) är en ort i Iran.   Den ligger i provinsen Nordkhorasan, i den nordöstra delen av landet, 500 km öster om huvudstaden Teheran. Kalāteh-ye Mollā Veys ligger 1 384 meter över havet och antalet invånare är 226.
Terrängen runt Kalāteh-ye Mollā Veys är varierad. Runt Kalāteh-ye Mollā Veys är det ganska glesbefolkat, med 27 invånare per kvadratkilometer. Närmaste större samhälle är Showqān, 10,8 km norr om Kalāteh-ye Mollā Veys. Omgivningarna runt Kalāteh-ye Mollā Veys är i huvudsak ett öppet busklandskap.